# Colaptes auratus
El carpintero escapulario o carpintero de pechera (Colaptes auratus), es una especie de ave que habita la mayor parte de América del Norte, América Central, Cuba y Gran Caimán. Pertenece a la familia Picidae del orden Piciformes.

## Nombres
En griego Colaptes es “cincel”, auratus en latín es “dorado” por el color bajo las alas y chrysocaulosus “de cola enrollada”. En Cuba se le llama carpintero escapulario por tener una mancha negra a modo de escapulario en el pecho. Otro nombre en castellano es carpintero de pechera. En Hispanoamérica los picidae son llamados “carpinteros” y en España se llaman “picos”. En inglés a esta especie se la llama northern flicker. En francés se llama pic flamboyant.

## Descripción morfológica
Miden unos 33 cm de largo. La coronilla es gris seguida de una mancha roja en V en la nuca. El resto del dorso es de color pardo grisáceo barrado con negro. La cara, alrededor de los ojos y la garganta son pardas claras, en los machos con una mancha negra lobulada que parte de la base de la mandíbula inferior a modo de bigote. En el pecho tienen una mancha negra en media luna a modo de escapulario o babero. El resto del pecho y el vientre son blancos con manchas negras gruesas dispersas. Bajo las alas y la cola son de color amarillo brillante. El pico es negruzco. El inmaduro no tiene las manchas en la cabeza y es más claro. Comen insectos y frutas casi siempre de los árboles, pero también en el suelo. 

## Reproducción
Anidan de enero a agosto en huecos que hacen en árboles muertos o vivos. Pone de cuatro a seis huevos blancos que miden 3 por 1,9 cm. 

## Dristribución en Cuba
Colaptes auratus en Cuba sólo está presente en la Isla de Cuba, donde es común en todo el territorio, y en los grandes cayos del norte de Ciego de Ávila y Camagüey. Prefiere los bosques y raramente se ve en lugares poco arbolados. 

## Subespecies
- C. a. auratus (Linnaeus, 1758)
- C. a. cafer (Gmelin, 1788)
- C. a. chrysocaulosus Gundlach, 1858 de la Isla de Cuba.
- C. a. collaris Vigors, 1829
- C. a. gundlachi Cory, 1886
- C. a. luteus Bangs, 1898
- C. a. mexicanoides  Lafresnaye, 1844
- C. a. mexicanus Swainson, 1827
- C. a. nanus Griscom, 1934
- C. a. rufipileus  Ridgway, 1876